# Liste der Güter des Zisterzienserklosters Otterberg
Die Liste der Güter des Zisterzienserklosters Otterberg enthält die Orte, in denen die Abtei Otterberg Liegenschaften besaß. Weiter gab es Orte, an denen sie Rechte innehatte – das waren in der Regel Natural- oder Geldabgaben, Zehnte oder die Gerichtshoheit.

## Liste
| Ort                      | Ökonomische Angabe                                                                            | Anmerkung                                                                              |
| ------------------------ | --------------------------------------------------------------------------------------------- | -------------------------------------------------------------------------------------- |
| Abenheim                 | Zinspflichtiges Gut der Otterberger Kellerei in Worms                                         |                                                                                        |
| Albig                    | Zinspflichtiges Gut der Otterberger Kellerei in Worms                                         |                                                                                        |
| Albisheim                | Landbesitz, zinspflichtiges Gut der Otterberger Kellerei in Worms                             |                                                                                        |
| Alsenborn                | Liegenschaft, Korngülte                                                                       |                                                                                        |
| Alsenbrück               | Hof, Fischteich, Lohmühle                                                                     | Seit 1880: Alsenbrück-Langmeil                                                         |
| Alsenz                   | Gülte, Hof, Liegenschaften, Gerichtshoheit                                                    |                                                                                        |
| Alsheim                  | Weinberg                                                                                      |                                                                                        |
| Altenbolanden            | Zehnt                                                                                         |                                                                                        |
| Altdorf                  | Gülte                                                                                         |                                                                                        |
| Altleiningen             | Abgaben                                                                                       |                                                                                        |
| Alzey                    | Hof, Güter                                                                                    |                                                                                        |
| Atzehausen               | Samuelshof                                                                                    | Wüstung bei Weilerbach                                                                 |
| Baalborn                 | Liegenschaften                                                                                |                                                                                        |
| Bacharach                | Liegenschaft Crucebach                                                                        |                                                                                        |
| Becherbach               | Abgabe                                                                                        |                                                                                        |
| Bechtheim                | Haus, Hof, Gülten, zinspflichtiges Gut der Otterberger Kellerei in Worms                      | Vormals: Allod des Ministerialen Hartmann von Hochheim                                 |
| Beindersheim             | Gülte                                                                                         |                                                                                        |
| Bermersheim              | Güter                                                                                         |                                                                                        |
| Bertolviswilre           | Der gesamte Ort                                                                               | Wüstung nördlich von Grünstadt                                                         |
| Berzweiler               | Dorf und Gericht                                                                              | Ursprünglich: Allod des Jakob von Odenbach; der Besitz war umstritten                  |
| Biebelnheim              | Hof, Gülte, zinspflichtiges Gut der Otterberger Kellerei in Worms                             |                                                                                        |
| Biebesheim               | Wiese                                                                                         |                                                                                        |
| Biedesheim               | Feld                                                                                          |                                                                                        |
| Bingen                   | Klosterhof, zinspflichtiges Gut der Otterberger Kellerei in Worms                             |                                                                                        |
| Bischheim                | Hof, Zehnt, Gülte                                                                             |                                                                                        |
| Bittersheim              | Hof                                                                                           | Wüstung bei Lautersheim                                                                |
| Bockenheim               | Hof, Gericht, Gülten, Gefälle, Zehnt, Äcker, Weinberge                                        |                                                                                        |
| Böhl                     | Korngülte                                                                                     |                                                                                        |
| Boppard                  | Zollfreiheit                                                                                  |                                                                                        |
| Börrstadt                | Hof                                                                                           |                                                                                        |
| Brunckweiler             | Äcker                                                                                         |                                                                                        |
| Büdigheim                | Weingärten                                                                                    |                                                                                        |
| Crumstadt                | Wiese                                                                                         |                                                                                        |
| Dalsheim                 | Hof, Liegenschaften                                                                           |                                                                                        |
| Dautenheim               | Güter                                                                                         |                                                                                        |
| Daxweiler                | Hof                                                                                           |                                                                                        |
| Deidesheim               | Klosterhof, Häuser, Felder, Weinberge, zinspflichtiges Gut der Otterberger Kellerei in Worms  |                                                                                        |
| Dexheim                  | 5 Morgen Land, zinspflichtiges Gut der Otterberger Kellerei in Worms                          |                                                                                        |
| Dienheim                 | Gülte                                                                                         |                                                                                        |
| Dielkirchen              | Hof, Felder, Weinberge                                                                        |                                                                                        |
| Dirmstein                | Hof, Weinberge, Gülten, Güter                                                                 |                                                                                        |
| Dittelsheim              | Liegenschaft, zinspflichtiges Gut der Otterberger Kellerei in Worms                           |                                                                                        |
| Dörnbach                 | Haus, Hof, Felder, Weinberge                                                                  |                                                                                        |
| Dörrebach                | Liegenschaft                                                                                  |                                                                                        |
| Dörrmoschel              | Gut, Wiese, Käsegülte                                                                         |                                                                                        |
| Dolgesheim               | Gülte, zinspflichtiges Gut der Otterberger Kellerei in Worms                                  |                                                                                        |
| Dorn-Dürkheim            | Felder                                                                                        |                                                                                        |
| Dürkheim                 | Acker, Zins, Fronmühle mit Gültpflicht                                                        |                                                                                        |
| Ebernburg                | Liegenschaft                                                                                  |                                                                                        |
| Ebertsheim               | Felder, Gülten                                                                                |                                                                                        |
| Edenbornerhof            | Zehnt                                                                                         |                                                                                        |
| Eich                     | Hof, Güter, zinspflichtiges Gut der Otterberger Kellerei in Worms                             |                                                                                        |
| Eimsheim                 | Feld                                                                                          |                                                                                        |
| Elmstein                 | Wiese, Weide Triftrecht                                                                       |                                                                                        |
| Ensheim                  | Hof, Weinberge, Zehnt, zinspflichtiges Gut der Otterberger Kellerei in Worms                  |                                                                                        |
| Eppelsheim               | Hof, Weinberge, Felder, zinspflichtiges Gut der Otterberger Kellerei in Worms                 |                                                                                        |
| Erfenbach                | Abgaben                                                                                       |                                                                                        |
| Erlenbach                | Dorf, Gericht, Liegenschaften, Zehnt                                                          |                                                                                        |
| Eselsfürth               | Zwei Teiche                                                                                   |                                                                                        |
| Esselborn                | Hof, Landbesitz, Gülten, zinspflichtiges Gut der Otterberger Kellerei in Worms                |                                                                                        |
| Flomborn                 | Feld                                                                                          |                                                                                        |
| Flonheim                 | Hof, Häuser, Weinberge, Gülten, zinspflichtiges Gut der Otterberger Kellerei in Worms         |                                                                                        |
| Flörsheim                | Haus, Hof, Weinberge, Zehnt                                                                   |                                                                                        |
| Forst                    | Weinberge                                                                                     |                                                                                        |
| Frankenweide             | Weide-, Holz und Fischrechte                                                                  |                                                                                        |
| Freimersheim             | Liegenschaft, zinspflichtiges Gut der Otterberger Kellerei in Worms                           |                                                                                        |
| Frettenheim              | Abgaben, zinspflichtiges Gut der Otterberger Kellerei in Worms                                |                                                                                        |
| Gauersheim               | Gut                                                                                           |                                                                                        |
| Gaulsheim                | Feld                                                                                          |                                                                                        |
| Gau-Odernheim            | Gut                                                                                           |                                                                                        |
| Geinsheim                | Zinspflichtiges Gut der Otterberger Kellerei in Worms                                         |                                                                                        |
| Geisenheim               | Feld                                                                                          | Wüstung, historische Schreibung: Geysenheim                                            |
| Genheim                  | Hof                                                                                           |                                                                                        |
| Gernsheim                | Fährrecht über den Rhein                                                                      |                                                                                        |
| Gersweilerhof            | Gutshof mit allen Liegenschaften, Gewässern und Rechten                                       | Heute: Im Stadtgebiet von Kaiserslautern                                               |
| Gonbach                  | Hof und Güter                                                                                 |                                                                                        |
| Gossenheim               | Patronat, Gefälle, Güter                                                                      |                                                                                        |
| Großbockenheim           | Mühle, Zinspflichtiges Gut der Otterberger Kellerei in Worms                                  |                                                                                        |
| Großkarlbach             | Mühle, Zinspflichtiges Gut der Otterberger Kellerei in Worms                                  |                                                                                        |
| Groß-Rohrheim            | Hof, Feld, Zehnt                                                                              |                                                                                        |
| Grünstadt                | Hof, Feld, zinspflichtiges Gut der Otterberger Kellerei in Worms                              |                                                                                        |
| Gundenbach               | Geldgülte                                                                                     |                                                                                        |
| Gundersheim              | Liegenschaft, zinspflichtiges Gut der Otterberger Kellerei in Worms                           |                                                                                        |
| Gundersweiler            | Liegenschaft                                                                                  |                                                                                        |
| Gundheim                 | Weinberge, Güter                                                                              |                                                                                        |
| Gunzweiler               | Haus                                                                                          | Wüstung                                                                                |
| Gutenberg                | Feld                                                                                          |                                                                                        |
| Hahnweilerhof            | Liegenschaft                                                                                  |                                                                                        |
| Hamm                     | Hof                                                                                           |                                                                                        |
| Hanauerhof               | Hof, Weingarten, Vieh- und Blutzehnt                                                          |                                                                                        |
| Hanbuch                  | Abgabe                                                                                        | Wüstung bei Steinwenden                                                                |
| Hangen-Wahlheim          | Gülte                                                                                         |                                                                                        |
| Harxheim                 | Liegenschaften, Korngülte                                                                     |                                                                                        |
| Hattenheim               | Liegenschaft                                                                                  |                                                                                        |
| Heideberg                | Hof                                                                                           | Wüstung bei Kirchheim-Bolanden                                                         |
| Heimbach                 | Hof, Weinberge                                                                                |                                                                                        |
| Heppenheim               | Liegenschaft, Gülte                                                                           | Heppenheim an der Wiese, heute: Worms-Heppenheim                                       |
| Heppenheim               | Liegenschaft                                                                                  | Heppenheim im Loch, heute: Gau-Heppenheim                                              |
| Herrnsheim               | Güter, zinspflichtiges Gut der Otterberger Kellerei in Worms                                  |                                                                                        |
| Heßloch                  | Hof, Gerichtsbarkeit, Weinberg, Gülten, zinspflichtiges Gut der Otterberger Kellerei in Worms |                                                                                        |
| Heubergerhof             | Hof                                                                                           |                                                                                        |
| Heuchelheim              | Landbesitz, Gülten, zinspflichtiges Gut der Otterberger Kellerei in Worms                     |                                                                                        |
| Hilsberg                 | Hof                                                                                           |                                                                                        |
| Hirschhorn               | Wiese, Zins, Gülte                                                                            |                                                                                        |
| Hochheim                 | Hof, Güter                                                                                    |                                                                                        |
| Hochspeyer               | Hof                                                                                           |                                                                                        |
| Hohen-Sülzen             | Hof, Güter, zinspflichtiges Gut der Otterberger Kellerei in Worms                             |                                                                                        |
| Horchheim                | Weinberge, Güter                                                                              |                                                                                        |
| Hornshecken              | ohne Angabe                                                                                   | Wüstung bei Rüssingen                                                                  |
| Horterhof                | Hof, Liegenschaft                                                                             | Heute zu Heiligenmoschel                                                               |
| Ibersheim                | Weiderecht                                                                                    |                                                                                        |
| Immesheim                | Feld, zinspflichtiges Gut der Otterberger Kellerei in Worms                                   |                                                                                        |
| Imsbach                  | Abgabe                                                                                        |                                                                                        |
| Imsweiler                | Hof                                                                                           |                                                                                        |
| Jettenbach               | Abgabe                                                                                        |                                                                                        |
| Jugenheim                | Gülten                                                                                        |                                                                                        |
| Kaiserslautern           | Klosterhof, Häuser, Schankrecht, Äcker, zinspflichtiges Gut der Otterberger Kellerei in Worms |                                                                                        |
| Kallstadt                | Haus, Hof, Weinberge, zinspflichtiges Gut der Otterberger Kellerei in Worms                   |                                                                                        |
| Katzenbach               | Weinberg                                                                                      |                                                                                        |
| Katzweiler               | Güter, Gülte, Mühle (anteilig)                                                                |                                                                                        |
| Kemmenade                | Güter und Wooge                                                                               | Ort nicht zu identifizieren                                                            |
| Kerzenheim               | Liegenschaft, Abgaben, zinspflichtiges Gut der Otterberger Kellerei in Worms                  |                                                                                        |
| Kindenheim               | Verpachtete Güter, Mühle                                                                      |                                                                                        |
| Kirchheim                | Hof, Liegenschaft, zinspflichtiges Gut der Otterberger Kellerei in Worms                      | Heute: Kirchheim an der Weinstraße                                                     |
| Kirchheim                | Güter, Gülten, großer Zehnt                                                                   | Heute: Kirchheimbolanden                                                               |
| Kleinbockenheim          | Mühle                                                                                         | „Klostermühle“                                                                         |
| Kleinniedesheim          | Güter, Gefälle                                                                                |                                                                                        |
| Klein-Rohrheim           | Feld                                                                                          |                                                                                        |
| Kreuznach                | Hof                                                                                           |                                                                                        |
| Kottenhusen              | Abgabe                                                                                        | Wüstung bei Reichenbach-Steegen                                                        |
| Lambsheim                | Güter und Abgaben, zinspflichtiges Gut der Otterberger Kellerei in Worms                      |                                                                                        |
| Lampertsmühle            | Güter                                                                                         |                                                                                        |
| Laumersheim              | Felder, Gülten                                                                                |                                                                                        |
| Lautern → Kaiserslautern |                                                                                               |                                                                                        |
| Lautersheim              | Güter                                                                                         |                                                                                        |
| Leideradehoba            | Hof                                                                                           | Wüstung bei Hochspeyer, nach anderer Ansicht mit Münchhof (Hochspeyer) gleichzusetzen. |
| Limbach (bei Kirn)       | Zehnt (anteilig), Abgaben (anteilig)                                                          |                                                                                        |
| Lobloch                  | Weinberg                                                                                      |                                                                                        |
| Lohnsfeld                | Wiese                                                                                         |                                                                                        |
| Lorsch                   | 2 Weinberge                                                                                   |                                                                                        |
| Mainz                    | Klosterhof, Hof, Haus                                                                         |                                                                                        |
| Matzenbach               | Abgabe                                                                                        |                                                                                        |
| Mauchenheim              | Güter, Gülte                                                                                  |                                                                                        |
| Mehlbach                 | Güter, Abgaben                                                                                |                                                                                        |
| Mehlingen                | Hof                                                                                           |                                                                                        |
| Meisenheim               | Güter                                                                                         |                                                                                        |
| Mazoldersbach            | Hof                                                                                           | Heute: Messerbacher Hof (zu Gundersweiler)                                             |
| Messerschwanderhof       | Hof, Liegenschaft                                                                             | Heute zu Otterberg                                                                     |
| Mettenheim               | Korngülte                                                                                     |                                                                                        |
| Miesenbach               | Haus                                                                                          |                                                                                        |
| Mittelrohrbach           | Hof, Güter, Feld                                                                              |                                                                                        |
| Mölsheim                 | Abgabe, zinspflichtiges Gut der Otterberger Kellerei in Worms                                 |                                                                                        |
| Mönchbischheim           | Gefälle, Mühle, Hof, Güter                                                                    | Wüstung bei Gundersheim                                                                |
| Mörstadt                 | Haus, Hof, Güter, Feld, zinspflichtiges Gut der Otterberger Kellerei in Worms                 |                                                                                        |
| Monsheim                 | Güter                                                                                         |                                                                                        |
| Monzernheim              | Feld, zinspflichtiges Gut der Otterberger Kellerei in Worms                                   |                                                                                        |
| Mohrbach                 | Hof, Abgaben                                                                                  |                                                                                        |
| Morlautern               | Hof, Güter, Zehnt                                                                             |                                                                                        |
| Morschheim               | Zinspflichtiges Gut der Otterberger Kellerei in Worms                                         |                                                                                        |
| Mühlheim                 | Hof, Weinberge, Feld                                                                          |                                                                                        |
| Münchhof                 | Hof                                                                                           | Siehe auch: Leideradehoba und Sendelhof                                                |
| Münchschwanderhof        | Hof, Gerichtsbarkeit                                                                          | Heute: zu Otterberg                                                                    |
| Münsterappel             | Gülte                                                                                         |                                                                                        |
| Neukirchen               | Güter                                                                                         |                                                                                        |
| Niederheimbach           | Mühle (bis 1292)                                                                              |                                                                                        |
| Niederkirchen            | Weinberg                                                                                      |                                                                                        |
| Niedermohr               | Hof                                                                                           |                                                                                        |
| Nierstein                | Weinberge, 27 Morgen Acker, Zehnt, Patronatsrechte                                            |                                                                                        |
| Nußbach                  | Geldgülte                                                                                     |                                                                                        |
| Oberdiebach              | Güter                                                                                         |                                                                                        |
| Ober-Flörsheim           | Zinspflichtiges Gut der Otterberger Kellerei in Worms                                         |                                                                                        |
| Oberhausen               | Abgaben                                                                                       | Wüstung bei Rutsweiler                                                                 |
| Obersülzen               | Hof, Korngülte                                                                                |                                                                                        |
| Oberwesel                | Güter                                                                                         |                                                                                        |
| Obrigheim                | Liegenschaft, Abgabe, zinspflichtiges Gut der Otterberger Kellerei in Worms                   |                                                                                        |
| Odenbach                 | Güter                                                                                         |                                                                                        |
| Offenheim                | Haus, Hof, Felder, Gülten, zinspflichtiges Gut der Otterberger Kellerei in Worms              |                                                                                        |
| Offstein                 | Weinberge, Abgaben, zinspflichtiges Gut der Otterberger Kellerei in Worms                     |                                                                                        |
| Oppenheim                | Stadthof am Dienheimer Tor, Häuser, Gülte                                                     |                                                                                        |
| Oppenstein               | Mühle                                                                                         |                                                                                        |
| Ormsheimerhof            | Grangie, Wasserrecht, Korngülte, „Postmühle“                                                  | Bei Frankenthal                                                                        |
| Otterbach                | Liegenschaften, Weideberechtigung                                                             |                                                                                        |
| Otterberg                | Abtei, Waldmark mit Holz-, Weiderecht und Zehnt                                               |                                                                                        |
| Pfeddersheim             | Liegenschaften, Zehnt, zinspflichtiges Gut der Otterberger Kellerei in Worms                  |                                                                                        |
| Pfeffingen               | Wiese, Weinzehnt, zinspflichtiges Gut der Otterberger Kellerei in Worms                       |                                                                                        |
| Potzbach                 | Fruchtgülte                                                                                   |                                                                                        |
| Quirnheim                | Güter, zinspflichtiges Gut der Otterberger Kellerei in Worms                                  |                                                                                        |
| Ramstein                 | Abgaben                                                                                       |                                                                                        |
| Reichardsweiler          | Abgaben                                                                                       | Auch in der Schreibweise „Reichartsweiler“                                             |
| Reichenbacherhof         | Gericht, Zehnt, Gut                                                                           | Bei Otterberg                                                                          |
| Reiffelbach              | Güter                                                                                         |                                                                                        |
| Relsberg                 | Abgaben                                                                                       |                                                                                        |
| Rheindürkheim            | Hof, Feld, zinspflichtiges Gut der Otterberger Kellerei in Worms                              |                                                                                        |
| Rittersheim              | Gülte                                                                                         |                                                                                        |
| Rockenhausen             | Güter, Gülte                                                                                  |                                                                                        |
| Rode                     | Liegenschaft                                                                                  | Wüstung bei Otterberg                                                                  |
| Rodenbach                | Geldgülte                                                                                     | Rodenbach in der Westpfalz                                                             |
| Rodenbach                | Haus, Hof, Allod, zinspflichtiges Gut der Otterberger Kellerei in Worms                       | Gehört heute zu Ebertsheim                                                             |
| Roxheim                  | Felder                                                                                        |                                                                                        |
| Rudolphskirchen          | Güter                                                                                         |                                                                                        |
| Ruppertsberg             | Hof, Güter, Weinberge, Weingülten                                                             |                                                                                        |
| Rüssingen                | Güter, Gülte, zinspflichtiges Gut der Otterberger Kellerei in Worms                           |                                                                                        |
| Rutsweiler               | Abgaben                                                                                       |                                                                                        |
| Sambach                  | Hof, Zehnt, Mühle, Liegenschaften                                                             |                                                                                        |
| Samuelshof → Atzehausen  |                                                                                               |                                                                                        |
| Sandhof                  | Hof                                                                                           | Heute: Verbandsgemeinde Eich                                                           |
| Schierstein              | Güter                                                                                         |                                                                                        |
| Schimsheim               | Güter, Weinberge, Feld                                                                        |                                                                                        |
| Schornsheim              | Weinberge                                                                                     |                                                                                        |
| Schwedelbach             | Korngülte, Abgaben                                                                            |                                                                                        |
| Selgenstadt              | Hof, Vogtei                                                                                   | Bei Alsenbrück-Langmeil                                                                |
| Sendelhof                | Hof                                                                                           | Heute: Münchhof                                                                        |
| Speyer                   | Klosterhof mit Kapelle, Häuser, Pfründe, Gülte                                                |                                                                                        |
| Standenbühl              | Hof, Haus, Feld, Zehnt                                                                        |                                                                                        |
| Steinbach                | Gülte                                                                                         |                                                                                        |
| Stetten                  | Hof, Feld, Korngülte                                                                          |                                                                                        |
| Stüterhof                | Hof, Weiderecht                                                                               |                                                                                        |
| Swanden                  | Hof, Liegenschaft                                                                             | Heute zu Neukirchen                                                                    |
| Trechtingshausen         | Güter                                                                                         |                                                                                        |
| Ützelsheim               | Zinspflichtiges Gut der Otterberger Kellerei in Worms                                         |                                                                                        |
| Ulversheim               | Zinspflichtiges Gut der Otterberger Kellerei in Worms                                         |                                                                                        |
| Ungenbach                | Hof, Liegenschaft                                                                             | Wüstung bei Otterberg                                                                  |
| Ungstein                 | Weinberge, Güter, Weinzehnt, zinspflichtiges Gut der Otterberger Kellerei in Worms            |                                                                                        |
| Unterheimbach            | Gülte                                                                                         |                                                                                        |
| Vollmersbach             | Weinberg                                                                                      | Die Zuweisung zu Vollmersbach ist unsicher.                                            |
| Wachenheim               | Weinberge, Gülte                                                                              |                                                                                        |
| Wäschbacherhof           | Mühle, Güter, Gerichtsbarkeit                                                                 | Heute zu Alsenbrück-Langmeil                                                           |
| Wallertheim              | Güter                                                                                         |                                                                                        |
| Warmsroth                | Güter                                                                                         |                                                                                        |
| Wattenheim               | Güter, Zins, zinspflichtiges Gut der Otterberger Kellerei in Worms                            |                                                                                        |
| Weiler                   | Hof, Liegenschaft                                                                             | Wüstung, heute: Stadtgebiet Otterberg                                                  |
| Weilerbach               | 3 Höfe, Liegenschaft                                                                          |                                                                                        |
| Weinheim                 | Korngülte                                                                                     | Alternativ kommt Weinheim in Betracht.                                                 |
| Weinolsheim              | Feld, zinspflichtiges Gut der Otterberger Kellerei in Worms                                   |                                                                                        |
| Weisheim                 | Zinspflichtiges Gut der Otterberger Kellerei in Worms                                         |                                                                                        |
| Weitersweiler            | ohne Angabe                                                                                   | Ehemals Besitz der Edelfreien Gozbert und Mechtild                                     |
| Westhofen                | ½ Haus, Güter, Weinberge                                                                      |                                                                                        |
| Wiesoppenheim            | Abgabe                                                                                        |                                                                                        |
| Wilenstein               | Waldweiderecht                                                                                |                                                                                        |
| Worms                    | Klosterhof, Höfe, Häuser, Weinberg, Gülten                                                    |                                                                                        |
| Zeißweiler               | Abgabe                                                                                        | Wüstung bei Jettenbach                                                                 |